# Tahar Tamsamani

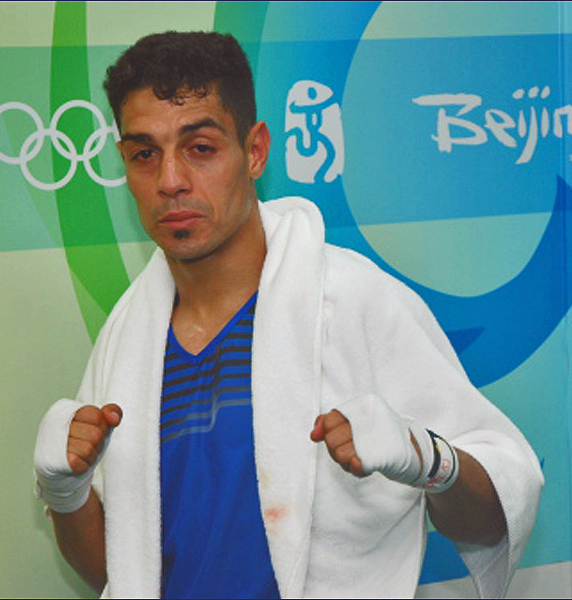
Tahar Tamsamani (2008)

Tahar Tamsamani (arabisch طاهر التمسماني, DMG Ṭāhir at-Tamsamānī; * 10. September 1980 in Marrakesch) ist ein ehemaliger marokkanischer Boxer. Tamsamani war Bronzemedaillengewinner der Olympischen Spiele 2000 und Afrikameister 2003. Außerdem war er Teilnehmer der Olympischen Spiele 2004 und 2008.

## Karriere
2000 gewann Tamsami im Federgewicht (–57 kg) das afrikanische Olympiaqualifikationsturnier in Kairo. Bei den darauf folgenden Olympischen Spielen erreichte er nach Siegen über Park Heung Min, Südkorea (21:14), und Israel Héctor Pérez, Argentinien (21:18), das Halbfinale. Dieses verlor er gegen den späteren Olympiasieger Beksat Sattarchanow, Kasachstan (22:10). 
Bei den afrikanischen Meisterschaften 2003 gewann Tamsamani die Goldmedaille im Leichtgewicht (–60 kg). Im Jahr darauf konnte er sich wieder für die Olympischen Spiele qualifizieren, bei denen er diesmal jedoch bereits im ersten Kampf gegen Sam Lukuando, Uganda (30:22), verlor. 
Danach wurde es lange still um Tamsamani, bevor er 2007 den zweiten Platz bei den Panarabischen Spielen belegte. Im Jahr darauf gelang ihm zum dritten Mal die Qualifikation zu den Olympischen Spielen, bei denen er dann jedoch bereits im ersten Kampf gegen Domenico Valentino, Italien (15:4), ausschied.

## Quelle
- amateur-boxing.strefa.pl

| Personendaten    | Personendaten        |
| ---------------- | -------------------- |
| NAME             | Tamsamani, Tahar     |
| KURZBESCHREIBUNG | marokkanischer Boxer |
| GEBURTSDATUM     | 10. September 1980   |
| GEBURTSORT       | Marrakesch           |